# Vlaho Bukovac

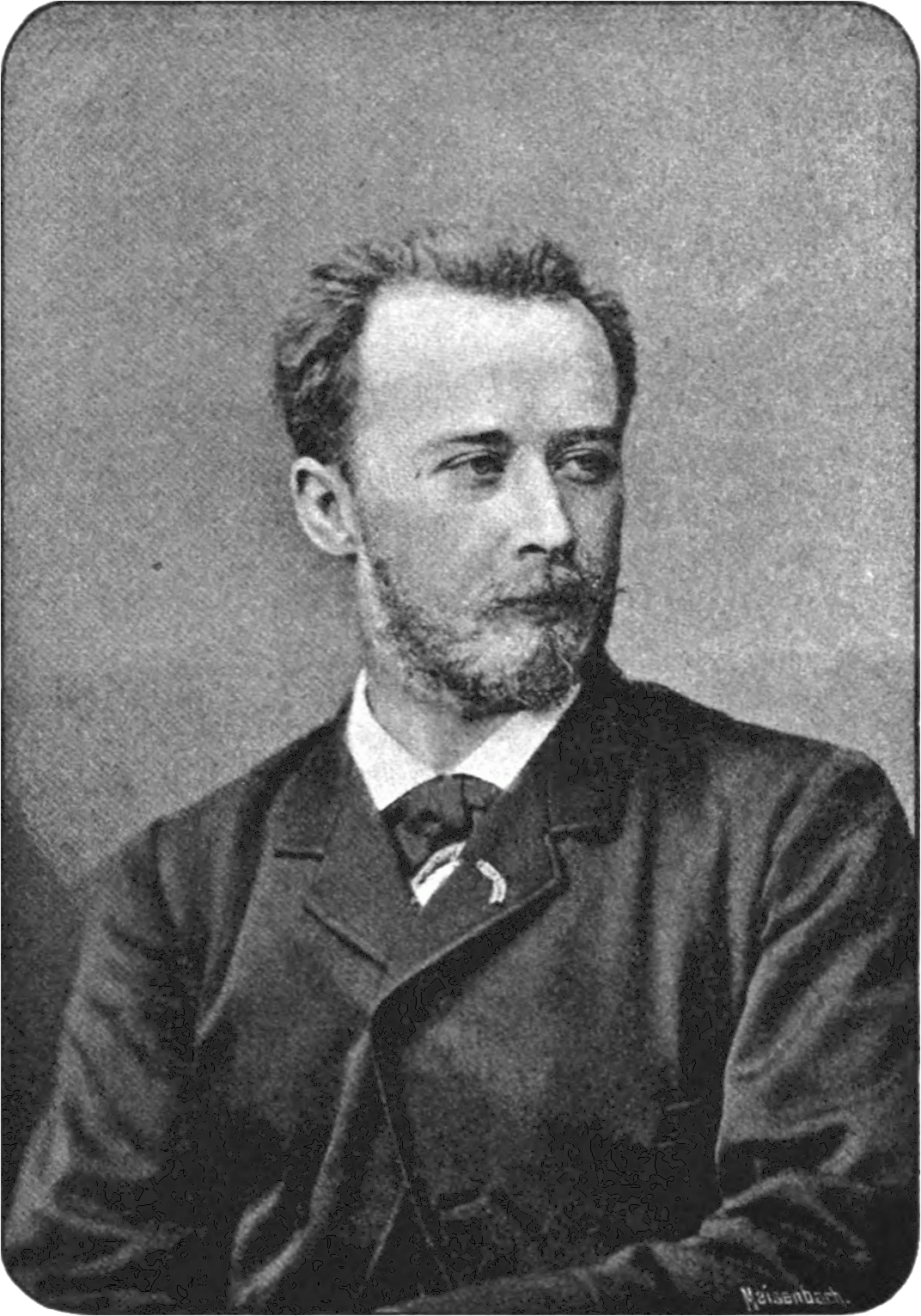
Vlaho Bukovac (frühe Autotypie von Georg Meisenbach, gedruckt 1885)

Vlaho Bukovac (* 4. Juli 1855 in Cavtat bei Dubrovnik, Kroatien, als Biagio Faggioni; † 23. April 1922 in Prag) war ein aus Dalmatien stammender Maler, der lange Zeit in Prag gelebt hat. Er gilt als herausragender Vertreter des kroatischen Jugendstils.

## Leben
Nachdem er 1866 mit einem Onkel nach New York ausgewandert war, lebte er in den 1870er Jahren in Peru und San Francisco. Dort lernte er autodidaktisch das Malen. 1877 reiste er mit Unterstützung von Medo Pucić und Josip Juraj Strossmayer nach Paris, wo er vom Alexandre Cabanel ausgebildet wurde, zu dieser Zeit unterschrieb er zum ersten Mal ein Werk (Türkin im Harem) mit dem slawisierten Namen Bukovac, unter dem er dann berühmt wurde. In den 1880er Jahren arbeitete er unter anderem am Hof des serbischen Königs in Belgrad und in Dalmatien. 1893 ließ er sich in Zagreb nieder, bis er nach Streitigkeiten mit anderen Künstlern 1902 nach Wien ging. 1903 erhielt er eine außerordentliche (ab 1910 ordentliche) Professur an der Akademie der Bildenden Künste in Prag. Er bildete zahlreiche bekannte Maler wie Emil Filla, Bohumil Kubišta und Bedřich Feigl aus und unternahm einige Reisen nach England, wo er Porträts anfertigte.
1918 wurde er zum Mitglied der tschechischen Delegation auf der Konferenz von Versailles ernannt. Noch kurz vor seinem Tod fertigte er 1922 ein Porträt von Alexander I. (Jugoslawien) an.
Ab 1905 war er Mitglied der Serbischen Königlichen Akademie. 1919 wurde er Ehrenmitglied der Jugoslawischen Akademie der Wissenschaften und Künste.

## Werke
Bukovac malte vornehmlich Porträts und Landschaften. Ursprünglich zählt er zu Vertretern des Realismus, seine späteren Werke werden zum Impressionismus und Pointillismus gezählt. Seine Bilder signierte er teilweise mit seinem Namen, aber auch mit Boukovatz oder unter dem Pseudonym Andrez, in Belgrad verwendete er den Namen Bukovac in kyrillischer Schrift.

## Galerie

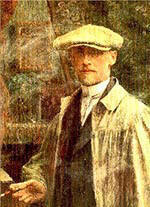
Selbstporträt
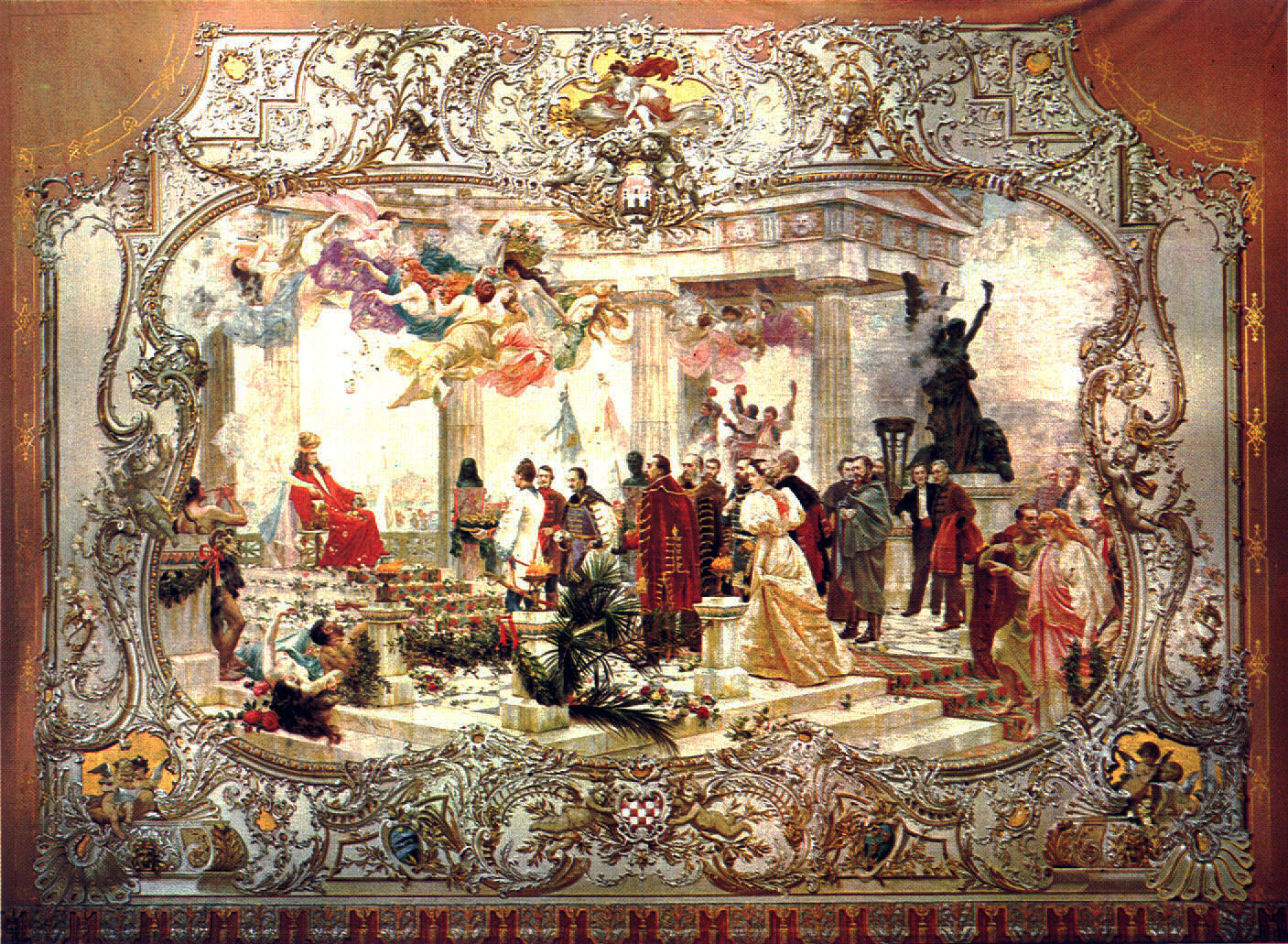
Die kroatische nationale Wiedergeburt (1896)
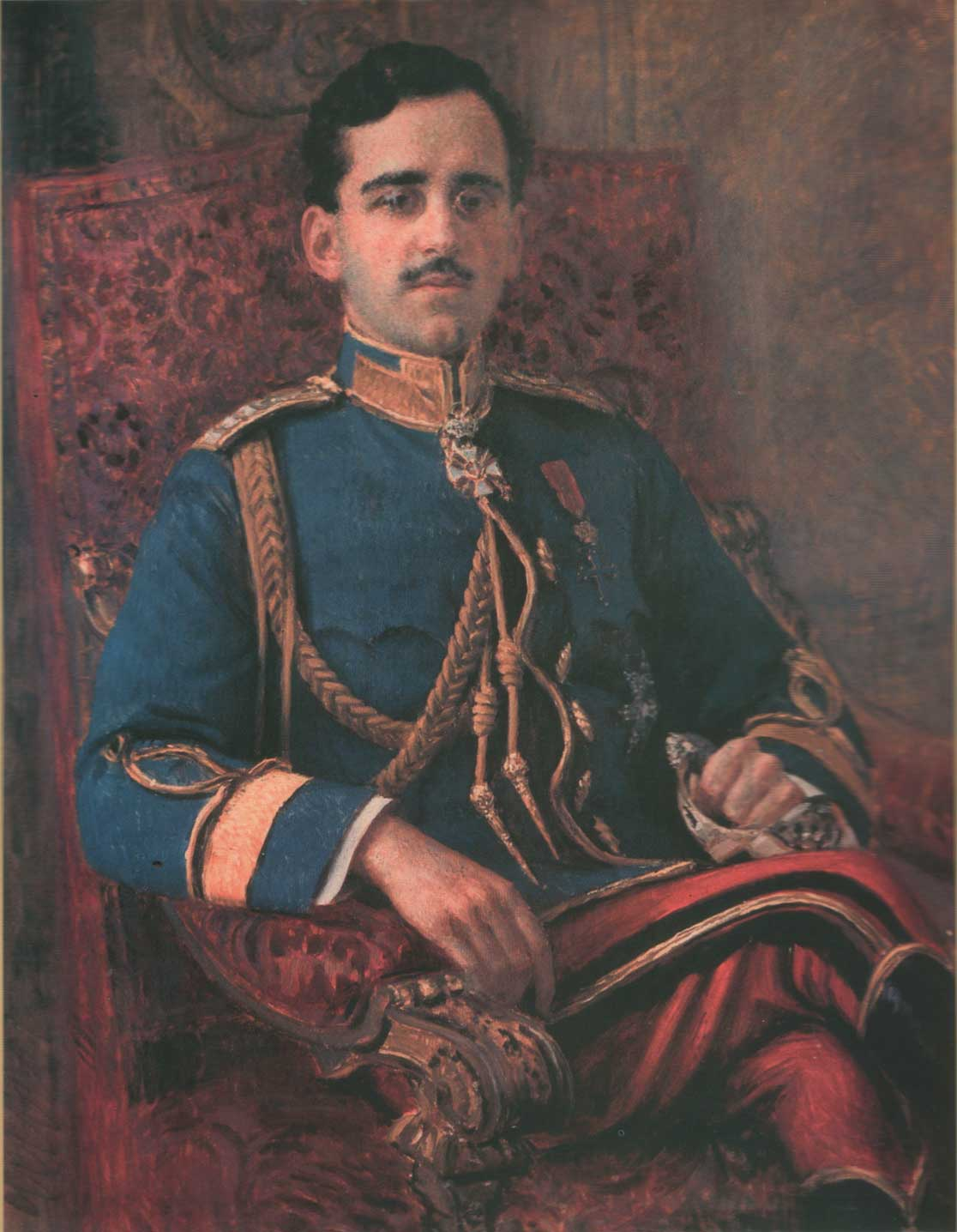
Alexander I. (1922)